# دارين وارد
دارين وارد (بالإنجليزية: Darren Ward)‏ (13 سبتمبر 1978 لندن المملكة المتحدة - ) هو لاعب كرة قدم بريطاني يلعب كمدافع.

## روابط خارجية
- دارين وارد على موقع قاعدة بيانات كرة القدم.إي يو (الإنجليزية)
- دارين وارد على موقع Soccerbase.com (لاعب) (الإنجليزية)
- دارين وارد على موقع عالم كرة القدم.نت (الإنجليزية)